# Kobold (mesealak)

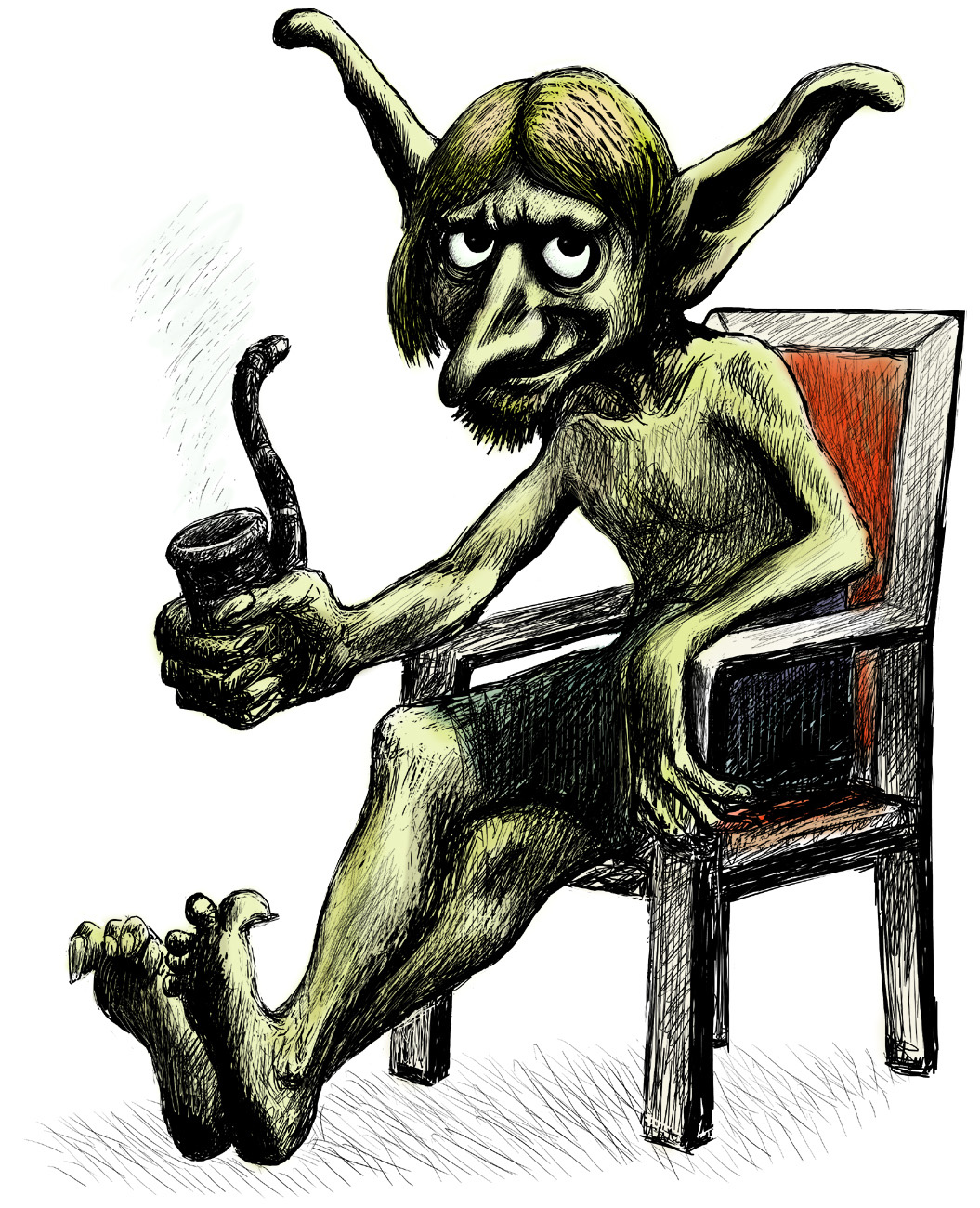
Kobold ábrázolása

A kobold  vicces, gonoszkodó, de valójában ártalmatlan házi szellem vagy manó. Számos mai műben is szerepel (pl. Pumukli vagy a koboldok a Harry Potterben, A hobbit, rajzfilmekben is, Hercegnő és a kobold.) 

## A szó eredete
A német Koben, azaz fészer, kamra szóból származik és a német népi hitvilágból ered. A koboldokról sokféle történet született; különösen a bányászokat bosszantották előszeretettel.
Maradtak írásos feljegyzések miszerint hegyek mélyén élnek a koboldok. Több szemtanú írta le küllemüket. Alacsony, zömök termetük, amelyek elég fürgén osonnak a félhomályban. Szemük sötétben világítanak, kissé szörösek, nagy hegyes fülkagylóik vannak. Amit a filmekben látunk, a hasonlóság megfelelően jól ábrázolják. 